# Galeria Północna
Galeria Północna – wielkopowierzchniowe centrum handlowe znajdujące się przy ul. Światowida 17 w Warszawie na osiedlu Tarchomin w dzielnicy Białołęka.

## Opis

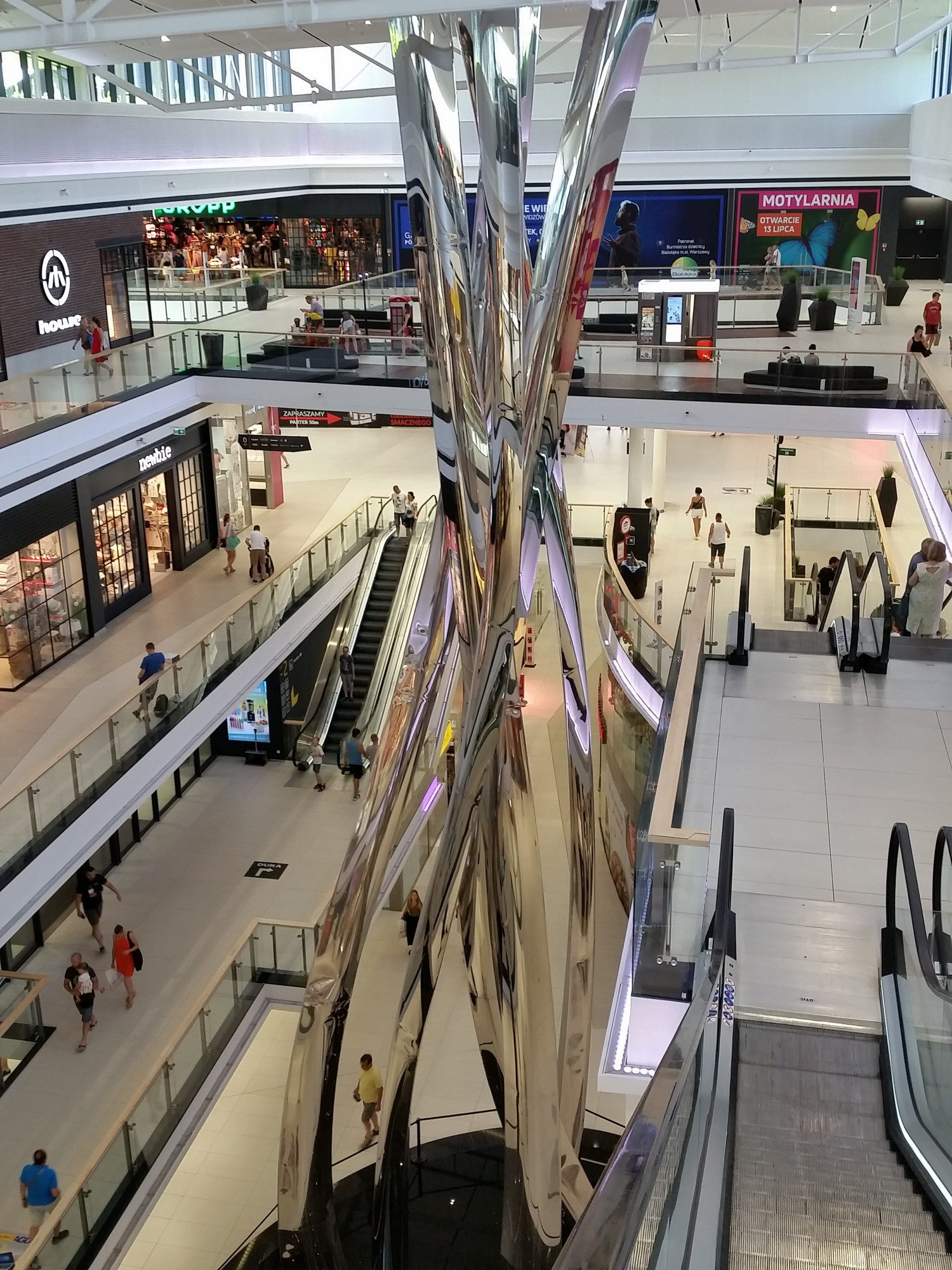
Wnętrze Galerii Północnej

Budowę obiektu rozpoczęto w połowie 2015. Został on zaprojektowany przez pracownię APA Wojciechowski i izraelskie biuro projektowe Moshe Tzur. Bryła budynku utrzymana jest w kolorze białym.
Galeria Północna rozpoczęła działalność 14 września 2017. Jest galerią tzw. czwartej generacji (oprócz funkcji handlowej pełni także funkcje rekreacyjną i rozrywkową). Ma powierzchnię ok. 64 000 metrów kwadratowych oraz ponad 2000 miejsc parkingowych. W 2020 działało w niej m.in. 200 sklepów i punktów usługowych, 13 restauracji i barów i 11-salowe kino Cinema City. Na dachu obiektu znajduje się ogród, skatepark i siłownia plenerowa. Wewnątrz ustawiono 22-metrową rzeźbę „Wir” autorstwa Oskara Zięty.
Właścicielem centrum jest spółka Globe Trade Centre.